# Batalla de Tskhinvali
La batalla de Tskhinvali va ser una batalla a la ciutat de Tskhinvali, capital de la província georgiana independentista d'Ossètia del Sud. La batalla va durar tres dies a l'agost de 2008, i va formar part de la guerra a Ossètia del Sud.

## L'objectiu de l'ofensiva georgiana
Les ciutats de Tskhinvali i Gori estan situades al vall del gran riu Liakhvi, a uns 32 quilòmetres de distància. Els militars georgians estaven establerts a Gori, mentre que Tskhinvali era l'objectiu principal de les forces georgianes. El diari "Civil Georgia" ha suggerit que l'objectiu final de les forces georgianes era controlar el túnel de Roki, principal connexió terrestre entre Rússia i Ossètia del Sud.

## Assalt georgià
L'exèrcit georgià va entrar a Ossètia del Sud durant les primeres hores del 8 d'agost de 2008, després d'un atac d'artilleria (amb BM-21 o RM-70) sobre la ciutat de Tskhinvali. A les 12:15 a.m., el General Marat Kulakhmetov, comandant de les forces de pau russes a Ossètia del Sud, va informar als vigilants de l'OSCE que la seva unitat havia sigut atacada i que havien tingut baixes. La seu de les forces de pau russes a Ossètia del Sud també va ser colpejada i danyada. A les 4:45 a.m., el ministre Georgià per a la Reintegració, Temuri Yakobashvili, va anunciar que Tskhinvali estava quasi totalment rodejada per forces georgianes.
Després d'hores de bombardejos d'artilleria, les forces georgianes van entrar a la ciutat, on van trobar gran resistència per part dels rebels sud-ossets al centre de la ciutat. Diversos tancs georgians van ser destruïts. Malgrat això, els georgians van continuar avançant per la ciutat, i van cremar el palau presidencial sud-osset. Al final, l'exèrcit georgià va aconseguir prendre control d'una gran part de la ciutat, després d'unes poques hores de combats, encara que alguns informes suggereixen que la milícia sud-osseta va aconseguir repel·lir l'atac inicial georgià amb ajuda aèria russa.
Segons alguns informes, les forces militars sud-ossetes, en anticipar una operació georgiana per destruir el túnel de Roki, havia desplegat el gruix de la seva força per protegir el túnel i la ciutat de Java, cosa que havia deixat la ciutat de Tskhinvali escassament defensada.
Després de prendre Tskhinvali, les tropes georgians es van trobar resistència dels milicians ossets i soldats russos, es va quedar encallada i no va seguir avançant.
El ministre rus de Defensa va informar que almenys 10 russos havien mort i 30 havien sigut ferits en el bombardeig inicial a la base rusa de cascos blaus a Tskhinvali. Aquest nombre va ser després augmentat a 13 morts i 150 ferits.

## Contraatac rus
Segons un alt oficial rus, la primera unitat de combat russa, el Primer Batalló del 135é Regiment, va passar pel túnel de Roki a les 2:30 p.m del 8 d'agost, 14 hores després que els georgians començaren el seu atac a Tskhinvali. Segons ell, la unitat va arribar a Tskhinvali la nit del 8 d'agost, i es va trobar amb una forta resistència de les forces georgianes. Geòrgia nega que la informació siga correcta, i diu que ja va haver dures batalles amb les forces russes prop del túnel molt abans del matí del 8 d'agost. Altres informes diuen que les primeres forces russes incloïen un batalló de paracaigudistes d'elit i unitats Spetsnaz, seguides de grans unitats de la 58a unitat.
Segons el comunicat de premsa del Consell de Seguretat de Geòrgia, les primeres unitats russes van creuar el túnel a les 5:40 del matí del 8 d'agost, van passar per Java i van avançar cap a Tskhinvali, emprant la carretera de Dzari. La primera caravana de tancs russos, vehicles blindats i camions de municions van arribar a Tskhinvali a les 6:44 pm i van obrir foc contra les forces georgianes a la ciutat. La segona caravana, que també procedia de Rússia a través del túnel Roki, va ser detingut a prop de la zona controlada per Geòrgia de Dmenisi, 7 quilòmetres al nord de Tskhinvali. Els russos van obrir foc contra les forces georgianes.
Dos batallons de la 58a unitat van arribar a Tskhinvali hores després d'haver creuat la frontera. Ambdós bàndols, Geòrgia i Rússia, van emprar vehicles armats i artilleria, durant la lluita per la ciutat. Els avions russos Su-25, Su-24, Su-27 i Tu-22 van establir superioritat aèria russa sobre Ossètia del Sud. Segons l'analista militar rus Nikita Petrov, un dels problemes que va trobar l'exèrcit rus a l'hora d'avançar era que no sabien les posicions dels tancs i dels sistemes de llançaments de míssils dels georgians. El 9 d'agost, el Tinent General de la 58a unitat de l'exèrcit rus, Anatoly Khrulyov, va ser ferit a una emboscada georgiana. Fins al 8 d'agost, les baixes militars oficials eren de 30 soldats georgians i 21 soldats russos.
Durant la nit del 8 d'agost, va haver una intensa lluita a l'àrea de Tskhinvali. La lluita a les aldees i els pobles sud-ossets estava a càrrec de la milícia local i els voluntaris, mentre que les tropes russes es concentraven en combatre a grups de soldats georgians més grans. Rússia també va ser l'encarregada de suprimir l'artilleria georgiana i la Força Aèria Russa va llençar atacs a la infraestructura logística georgiana. Segons alguns informes, les unitats especials russes van aconseguir que forces georgianes no destruïren el túnel de Roki, cosa que podria haver obstaculitzat l'enviament de reforços a Ossètia del Sud. A les 5 del matí del 9 d'agost, una unitat russa va aconseguir entrar al campament on estaven els pacificadors empresonats i van començar a evacuar els ferits.
A primera hora de la vesprada del 9 d'agost, els militars russos van informar que les forces georgianes havien sigut expulsades de Tskhinvali i que la ciutat havia sigut "totalment alliberada."
Després de ser expulsats o retirats de Tskhinvali, les unitats georgianes es van reagrupar amb reforços de Gori. Cap a finals del 9 d'agost, les forces georgianes reagrupades van llençar una nova ofensiva contra els defensors russos i sud-ossets de Tskhinvali, mentre hi havia fronts enfrontaments als afores de la ciutat. Just abans de mitjanit va terminar un bombardeig de cinc hores a la ciutat, però els combats contra la infanteria georgiana al sud de Tskhinvali va continuar. Els civils continuaven als soterranis sense menjar ni aigua. Les forces sud-ossetes es van queixar de què Geòrgia no havia creat un corredor de pau per evacuar el civils.
El 10 d'agost, les forces unides de Rússia i Ossètia del Sud van aconseguir el control de la ciutat i l'exèrcit georgià es va retirar. Malgrat això, segons els russos, alguns franctiradors i grups d'infanteria mòbils georgians van romandre a Tskhinvali.
En total, els combats a l'àrea de Tskhinvali van durar tres dies amb les seves nits, i al final d'eixe temps l'artilleria georgiana va ser destruïda o s'havia retirat.